# Félix Sellier
Félix Sellier (Spy, 2 januari 1893 – Gembloers, 16 april 1965) was een Belgisch wielrenner. Zijn bijnaam luidde ‘Le Mineur’, verwijzend naar zijn vroegere jaren als mijnwerker. Sellier werd pas prof op zijn 26ste. Hij was beroepsrenner tussen 1920 en 1931 en boekte een aantal mooie overwinningen.

## Belangrijkste overwinningen
1912
- Binche-Doornik-Binche

1919
- Eindklassement Ronde van België, Onafhankelijken

1921
- 13e etappe Ronde van Frankrijk

1922
- 14e etappe Ronde van Frankrijk
- Parijs-Brussel

1923
- 5e etappe Ronde van België
- Parijs-Brussel
- Nationaal kampioenschap op de weg, Elite

1924
- 3e etappe Ronde van België
- Eindklassement Ronde van België
- Parijs-Brussel

1925
- Parijs-Roubaix

1926
- 4e etappe Ronde van Frankrijk
- 2e etappe Ronde van België
- Nationaal kampioenschap op de weg, Elite

## Resultaten in voornaamste wedstrijden
| Jaar | Ronde van Italië | Ronde van Frankrijk | Ronde van Spanje |
| ---- | ---------------- | ------------------- | ---------------- |
| 1920 |                  | opgave              |                  |
| 1921 |                  | 16e (1)             |                  |
| 1922 |                  | ↑ (1)               |                  |
| 1923 |                  | opgave              |                  |
| 1924 |                  | opgave              |                  |
| 1925 |                  | 9e                  |                  |
| 1926 |                  | 5e (1)              |                  |

| Jaar | Milaan-San Remo | Ronde van Vlaanderen | Parijs-Roubaix | Luik-Bast.‑Luik | Parijs-Brussel | Parijs-Tours |
| ---- | --------------- | -------------------- | -------------- | --------------- | -------------- | ------------ |
| 1920 |                 |                      |                |                 |                |              |
| 1921 |                 | 13e                  |                | 7e              | 4e             |              |
| 1922 |                 | 30e                  | 48e            |                 | Goud           | 4e           |
| 1923 |                 | 15e                  | ↑              | Brons           | Goud           | Zilver       |
| 1924 | 5e              | ↑                    | ↑              | 7e              | Goud           |              |
| 1925 |                 |                      | ↑              |                 | 9e             |              |
| 1926 |                 | 16e                  | 7e             |                 | Brons          | 12e          |

- Bibliothèque nationale de France: cb16902477q (data)
- International Standard Name Identifier: 0000 0004 5100 0692
- Virtual International Authority File: 316738214